# 莱普雷-埃德加尔-皮萨尼站
莱普雷-埃德加尔-皮萨尼站是法国北部城市里尔欧洲都会区的一个地铁车站，位于里尔地铁2号线上，阿斯克新城市镇范围内，自1999年8月18日起开放。

## 位置
莱普雷-埃德加尔-皮萨尼站（50°39'0"N, 3°7'48"E）位于阿斯克新城市区北部，圣日斯兰环岛南侧。

## 设施
莱普雷-埃德加尔-皮萨尼站为一个高架车站，通过自动扶梯连接地面，设有自动售票机、电子显示器、屏蔽门等设施。

## 站台设置
| 西↑ |      |                      |
|     | 侧式 |                      |
|     |      | 洛姆-圣菲利贝尔方向← |
|     |      | 德龙中心医院方向→    |
|     | 侧式 |                      |
| 东↓ |      |                      |

## 配套交通

### 城市公共交通
| 莱普雷-埃德加尔-皮萨尼站附近的公共交通线路      |            |          |
| 公交车站名称                                    | 位置       | 停靠线路 |
| Les Prés - Edgard-Pisani 莱普雷-埃德加尔-皮萨尼 | 地铁站附近 | 60E      |

### 社会车辆
莱普雷-埃德加尔-皮萨尼站配套建有P+R停车场。

## 临近车站
| 上一站                    | 里尔地铁 | 里尔地铁      | 里尔地铁 | 下一站                  |
| ------------------------- | -------- | ------------- | -------- | ----------------------- |
| 蒙斯城堡往洛姆-圣菲利贝尔 |          | 里尔地铁2号线 |          | 让·饶勒斯往德龙中心医院 |